# Andreï Khomoutov
Pour les articles homonymes, voir Khomoutov.
Temple de la renommée de l'IIHF : 2014
Temple de la renommée russe : 2004
Andreï Valentinovitch Khomoutov  - en russe : Андрей Валентинович Хомутов - (né le 21 avril 1961 à Iaroslavl en URSS actuelle Russie) est un joueur professionnel russe de hockey sur glace devenu entraîneur.

## Biographie
En 1989 il est choisi au cours du repêchage d'entrée de la Ligue nationale de hockey par les Nordiques de Québec en 10e ronde, 190e position.
Il débute en 1990 au HC Fribourg-Gottéron. Accompagné de son compatriote Viatcheslav Bykov en Suisse. Il y jouera durant huit saisons

## Palmarès
- Champion d'URSS en 1981, 1982, 1983, 1984, 1985, 1986, 1987, 1988, 1989 avec le CSKA Moscou
- Vainqueur Coupe d'URSS en 1988 avec le CSKA Moscou
- Vainqueur Coupe d'Europe en 1981, 1982, 1983, 1984, 1985, 1986, 1987, 1988 et 1990 avec le CSKA Moscou
- Médaille d'or aux championnats du monde en 1981, 1983, 1986, 1989 et 1990 avec l'URSS et en 1993 avec la Russie
- Médaille d'argent au championnat du monde en 1987 avec l'URSS
- Médaille de bronze au championnat du monde en 1985 avec l'URSS
- Médaille d'or aux Jeux olympiques d'hiver en 1984, 1988 avec l'URSS et 1992 avec l'Équipe unifiée d'ex URSS
- Médaille d'argent Coupe du Canada en 1987 avec l'URSS

## Distinctions
- Meilleur buteur au championnat du monde en 1990
- Membre de l'Équipe d'étoiles du Championnat du monde en 1990
- Nommé dans l'Équipe d'étoiles de LNA des saisons 1992-1993 et 1993-1994
- Meilleur buteur de saison régulière de LNA en 1993-1994
- Meilleur buteur des séries éliminatoires de LNA en 1993-1994
- 2010 : nommé entraîneur de l'équipe Iachine lors du Match des étoiles (en remplacement de Zinetoula Bilialetdinov malade).

## Statistiques
| Saison      | Équipe               | Ligue       |     | Saison régulière | Saison régulière | Saison régulière | Saison régulière | Saison régulière |    | Séries éliminatoires | Séries éliminatoires | Séries éliminatoires | Séries éliminatoires | Séries éliminatoires |
| Saison      | Équipe               | Ligue       | PJ  | B                | A                | Pts              | Pun              | PJ               | B  | A                    | Pts                  | Pun                  |                      |                      |
| 1980-1981   | HK CSKA Moscou       | URSS        |     | 23               | 18               | 41               | 4                |                  |    |                      |                      |                      |                      |                      |
| 1981-1982   | CSKA Moscou          | URSS        | 44  | 17               | 13               | 30               | 12               | -                | -  | -                    | -                    | -                    |                      |                      |
| 1982-1983   | CSKA Moscou          | URSS        | 44  | 21               | 17               | 38               | 6                | -                | -  | -                    | -                    | -                    |                      |                      |
| 1983-1984   | CSKA Moscou          | URSS        | 39  | 17               | 9                | 26               | 14               | -                | -  | -                    | -                    | -                    |                      |                      |
| 1984-1985   | CSKA Moscou          | URSS        | 37  | 21               | 13               | 34               | 18               | -                | -  | -                    | -                    | -                    |                      |                      |
| 1985-1986   | CSKA Moscou          | URSS        | 38  | 14               | 15               | 29               | 10               | -                | -  | -                    | -                    | -                    |                      |                      |
| 1986-1987   | CSKA Moscou          | URSS        | 33  | 15               | 18               | 33               | 22               | -                | -  | -                    | -                    | -                    |                      |                      |
| 1987-1988   | CSKA Moscou          | URSS        | 48  | 29               | 14               | 43               | 22               | -                | -  | -                    | -                    | -                    |                      |                      |
| 1988-1989   | CSKA Moscou          | URSS        | 44  | 19               | 16               | 35               | 14               | -                | -  | -                    | -                    | -                    |                      |                      |
| 1989-1990   | CSKA Moscou          | URSS        | 47  | 21               | 14               | 35               | 12               | -                | -  | -                    | -                    | -                    |                      |                      |
| 1990-1991   | HC Fribourg-Gottéron | LNA         | 36  | 39               | 43               | 82               | 10               | 8                | 14 | 12                   | 26                   | 4                    |                      |                      |
| 1991-1992   | HC Fribourg-Gottéron | LNA         | 35  | 33               | 46               | 79               | 34               | 13               | 11 | 12                   | 23                   | 6                    |                      |                      |
| 1992-1993   | HC Fribourg-Gottéron | LNA         | 27  | 23               | 36               | 59               | 16               | 11               | 7  | 11                   | 18                   | 8                    |                      |                      |
| 1993-1994   | HC Fribourg-Gottéron | LNA         | 35  | 39               | 35               | 74               | 18               | 11               | 11 | 14                   | 25                   | 6                    |                      |                      |
| 1994-1995   | HC Fribourg-Gottéron | LNA         | 35  | 41               | 45               | 86               | 32               | 8                | 4  | 9                    | 13                   | 4                    |                      |                      |
| 1995-1996   | HC Fribourg-Gottéron | LNA         | 9   | 3                | 6                | 9                | 6                | -                | -  | -                    | -                    | -                    |                      |                      |
| 1996-1997   | HC Fribourg-Gottéron | LNA         | 44  | 26               | 40               | 66               | 67               | 3                | 1  | 6                    | 7                    | 0                    |                      |                      |
| 1997-1998   | HC Fribourg-Gottéron | LNA         | 27  | 16               | 18               | 34               | 47               | 12               | 5  | 7                    | 12                   | 4                    |                      |                      |
| Totaux URSS | Totaux URSS          | Totaux URSS | 374 | 197              | 147              | 344              | 134              | -                | -  | -                    | -                    | -                    |                      |                      |
| Totaux LNA  | Totaux LNA           | Totaux LNA  | 248 | 220              | 269              | 489              | 230              | 67               | 53 | 71                   | 124                  | 32                   |                      |                      |

| Année | Équipe                      | Compétition  |    | PJ | B | A  | Pts | Pun                |  | Résultat |
| 1981  | Union soviétique            | CM           | 7  | 2  | 1 | 3  | 0   | Médaille d'or      |  |          |
| 1983  | Union soviétique            | CM           | 8  | 1  | 3 | 4  | 6   | Médaille d'or      |  |          |
| 1984  | Union soviétique            | JO           | 7  | 2  | 1 | 3  | 4   | Médaille d'or      |  |          |
| 1985  | Union soviétique            | CM           | 10 | 4  | 3 | 7  | 2   | Médaille de bronze |  |          |
| 1986  | Union soviétique            | CM           | 10 | 0  | 4 | 4  | 6   | Médaille d'or      |  |          |
| 1987  | Union soviétique            | CM           | 9  | 2  | 3 | 5  | 6   | Médaille d'argent  |  |          |
| 1987  | Union soviétique            | Coupe Canada | 9  | 4  | 3 | 7  | 0   | Médaille d'argent  |  |          |
| 1988  | Union soviétique            | JO           | 8  | 2  | 4 | 6  | 4   | Médaille d'or      |  |          |
| 1989  | Union soviétique            | CM           | 10 | 3  | 6 | 9  | 4   | Médaille d'or      |  |          |
| 1990  | Union soviétique            | CM           | 10 | 11 | 5 | 16 | 4   | Médaille d'or      |  |          |
| 1992  | Équipe unifiée de l’ex-URSS | JO           | 8  | 7  | 7 | 14 | 2   | Médaille d'or      |  |          |
| 1993  | Russie                      | CM           | 8  | 5  | 7 | 12 | 10  | Médaille d'or      |  |          |
| 1995  | Russie                      | CM           | 6  | 1  | 3 | 4  | 0   | 5e place           |  |          |